# Rubem Alves
Rubem Azevedo Alves (Boa Esperança, 15 de setembro de 1933 – Campinas, 19 de julho de 2014) foi um psicanalista, educador, teólogo, escritor e pastor presbiteriano brasileiro. Foi autor de livros religiosos, educacionais, existenciais e infantis. É considerado um dos principais pedagogos brasileiros da história do Brasil, junto com Paulo Freire, um dos fundadores da Teologia da Libertação e intelectual polivalente nos debates sociais no Brasil. Foi professor da Universidade Estadual de Campinas (UNICAMP).

## Carreira
Fez parte da União Cristã de Estudantes do Brasil (UCEB), que era supervisionada pelo pastor presbiteriano Jorge César Mota. Dentre os participantes desse movimento, surgiram ativistas e pensadores como: Adauto Araújo Dourado, Benjamin Moraes, Billy Gammon, Boanerges Cunha, Lysâneas Maciel, Jether Ramalho, Waldo César e Caio Toledo.
Entre 1953 e 1957, estudou teologia no Seminário Presbiteriano do Sul, em Campinas, onde conheceu Richard Shaull. Entre 1958 e 1963, foi pastor em Lavras (Minas Gerais). Em 1964, obteve o título de mestre em teologia pela "Union Theological Seminary" em Nova Iorque.
Foi membro da Comissão "Fé e Ordem", do Conselho Ecumênico de Igrejas e diretor de "Estudos sobre Igreja e sociedade na América Latina". Foi acusado de conduta subversiva pelas autoridades da Igreja Presbiteriana e perseguido pelo Ditadura Militar Brasileira (1964-1985) e por isso abandonou a Igreja Presbiteriana e a exilar-se nos Estados Unidos, onde, em 1968, obteve o título de doutor (PHD) em filosofia no Seminário Teológico de Princeton.
Lecionou no Instituto Presbiteriano Gammon, na cidade de Lavras, Minas Gerais, no Seminário Presbiteriano de Campinas, na Faculdade de Filosofia, Ciências e Letras de Rio Claro e na UNICAMP, onde recebeu o título de Professor Emérito e criou vários grupos de pesquisa. Tinha um grande número de publicações, tais como crônicas, ensaios e contos, além de ser ele mesmo o tema de diversas teses, dissertações e monografias. Muitos de seus livros foram publicados em outros idiomas, como inglês, francês, italiano, espanhol, alemão e romeno.
No início da década de 1980 obteve o título de psicanalista pela Sociedade Paulista de Psicanálise. Também publicou livros de literatura infantil e poesia. Foi integrante da Academia Campinense de Letras.
Com formação eclética, transita pelas áreas de teologia, psicanálise, sociologia, filosofia e educação. Após ter lecionado em universidades, tinha um restaurante (a culinária foi uma de suas paixões e tema de alguns de seus textos), viveu em Campinas , onde mantinha um grupo, chamado Canoeiros, que se encontra semanalmente para leitura de poesias.
Sua mensagem é direta e, por vezes, romântica, explorando a essência do homem e a alma do ser. É algo como um contraponto à visão atual de homo globalizadus que busca satisfazer desejos, muitas vezes além de suas reais necessidades.
"Ensinar" é descrito por Alves como um ato de alegria, um ofício que deve ser exercido com paixão e arte. É como a vida de um palhaço que entra no picadeiro todos os dias com a missão renovada de divertir. Ensinar é fazer aquele momento único e especial. Ridendo dicere severum: rindo, dizer coisas sérias Mostrando que esta, na verdade é a forma mais eficaz e verdadeira de transmitir conhecimento. Agindo como um mago e não como um mágico. Não como alguém que ilude e sim como quem acredita e faz crer, que deve fazer acontecer.
Em alguns de seus textos, cita passagens da Bíblia, valendo-se de metáforas. No site A Casa de Rubem Alves encontram-se releituras e discussões de suas obras.
Segundo Harvey Cox, Rubem Alves era capaz de agrupar, com coerência, debaixo de um só enfoque, as opiniões de Franz Fanon, Karl Marx, Jürgen Moltmann, Mario Savio, Karl Barth, Paul Lehmann, Esdras Costra e Paulo Freire.
Foi cidadão honorário de Campinas onde recebeu a Medalha Carlos Gomes de contribuição à cultura.

## Teologia
Autor do livro "Da Esperança" ("Teologia da Esperança Humana"), Rubem Alves é tido por muitos estudiosos como uma das mais relevantes personalidades no cenário teológico brasileiro; o fundador da reflexão sobre uma teologia libertadora, que em breve seria chamada de Teologia da Libertação. Via no Humanismo um messianismo restaurador e assim, desde os anos 60 participou do movimento latino-americano de renovação da teologia.
Em sua ótica, a libertação não surgiria da intervenção sobrenatural de um ser superior que faria um milagre concreto para isso, mas guiaria espiritualmente a atividade dos seres humanos na história que conduziriam a humanidade pelo caminho da liberdade. Trata-se de um novo paradigma de humanização, um novo tipo de humanismo baseado na ideia de liberdade para recriar o mundo do ser humano e o próprio ser humano, um messianismo político e não em uma ideia abstrata da essência do ser humano.
Sua posição liberal logo lhe trouxe graves problemas em seu relacionamento com o protestantismo histórico e especificamente presbiteriano. Foi questionado desde cedo por suas ideias e teve de abandonar o pastorado, tendo antes abandonado suas convicções doutrinárias ortodoxas.
Foi dessa experiência que surgiu o livro Protestantismo e Repressão, que busca elucidar os labirintos do cotidiano histórico deste movimento religioso. Na obra Dogmatismo e tolerância, analisa os aspectos inovadores da teologia reformada, questiona o dogmatismo das religiões e sustenta que tal fenômeno é contrário ao espírito originário das religiões, afirma que Deus criou os pássaros, enquanto que as religiões criaram as jaulas também conhecidas como dogmas.
Na obra Cristianismo: ópio ou libertação?, fala do "mundo do proletariado" para referir-se a uma nova consciência ecumênica, que uniria os povos do Terceiro Mundo com os negros, os estudantes e outros grupos dos países ricos; seria uma consciência não restrita às fronteiras nacionais, econômicas, sociais ou raciais. A consciência proletária nasceria entre aqueles que experimentaram a pobreza em suas próprias vidas. Fala da esperança frustrada das nações do Terceiro Mundo de se tornarem nações desenvolvidas e do abismo, que seria cada vez maior, entre as nações ricas e as nações pobres. A partir dessa constatação, os pobres teriam tomado consciência de que a pobreza e a discriminação não seriam um fato natural, nem a vontade de Deus, mas uma relação de causa e efeito decorrente de uma relação colonial opressora. Portanto, os pobres não seriam simplesmente pobres, mas aqueles que haviam se tornado pobres. Um dos objetivos do colonialismo seria reduzir as comunidades e povos dominados a uma situação de passividade, que lhes impediria criar a sua própria história. No passado o colonialismo teria gerado uma consciência oprimida, que resultou em passividade, mas, atualmente, os seres humanos teriam tomado consciência de sua opressão e se convertido em sujeitos históricos, nascidos para a liberdade, com capacidade para criar sua própria história, imaginar um futuro novo, criticar o mundo em que vivem e transforma-lo.
Escreveu um livro em inglês que falava do futuro da humanidade, Filhos do Amanhã, onde tratou de como um futuro libertador dependia de categorias que a ciência ocidental havia desprezado.
Lançou ainda um livro chamado Variações sobre a vida e a morte, onde trata de construir uma teologia poética, preocupada com o corpo, com a vida em sua dimensão real.

## Humanismo político
A linguagem do humanismo político é a linguagem da esperança, razão pela qual, Rubem Alves é um crítico da abordagem tecnicista que fecharia portas à esperança e adormeceria as consciências como fazia o colonialismo. A abordagem tecnicista criaria seres humanos que encontrariam a felicidade pelo que oferece o sistema, que adquiriria caráter totalitário, ao justificar ideologicamente a sua perpetuação, circunstância na qual a religião se converteria no "ópio do povo". Por outro lado, sua critica ao tecnicismo não é negação da tecnologia. O humanismo político pretende humanizar a tecnologia para colocá-la a serviço do ser humano comprometido na criação de um futuro melhor.
Existencialismo e humanismo político tem pontos em comum quando reconhecem o indivíduo como sujeito da história e na rejeição aos poderes que pretendem criar o ser humano a sua imagem e semelhança e submete-lo. Por outro lado, existem diferenças entre o existencialismo e o humanismo político, pois o existencialismo afirma que existe um dualismo entre o subjetivo e o objetivo. Portanto, Rubem Alves é um crítico do existencialismo teológico, que sustenta que a libertação do ser humano é puramente subjetiva.

## Morte
Rubem Azevedo Alves faleceu em 19 de julho de 2014, em Campinas, por falência de múltiplos órgãos que se seguiu a uma pneumonia. O corpo foi velado no plenário da Câmara Municipal de Campinas, no interior paulista, cidade onde o escritor mineiro morava. Como pedido, seu corpo foi cremado em Guarulhos, e as cinzas espalhadas sob um ipê-amarelo.

## Obras
| Da Esperança Creio na Ressurreição do corpo Variações sobre a vida e a morte Poesia, Profecia e Magia Pai Nosso O Poeta, o Guerreiro e o Profeta O Enigma da Religião O que é Religião? Religião e Repressão Dogmatismo e Tolerância O Suspiro dos Oprimidos Perguntaram-me se acredito em Deus O Deus que eu Conheço | Tempus Fugit O Retorno e Terno O Quarto do Mistério Sobre o tempo e a eterna idade As contas de vidro e o fio de nylon Desfiz 75 Anos Ostra feliz não faz pérola Transparências da Eternidade Concerto para corpo e alma O Sapo que Virou Príncipe A Grande Arte de Ser Feliz Do universo à jabuticaba Pimentas Gandhi: A magia dos gestos poéticos | Conversas com quem gosta de ensinar Histórias de quem gosta de ensinar A alegria de ensinar Por uma educação romântica Entre a ciência e a sapiência Filosofia da Ciência Fomos maus alunos A Pedagogia dos caracóis A Escola com que Sempre Sonhei sem Imaginar que Pudesse Existir O Livro sem Fim | Ao professor, com meu carinho. A árvore e a aranha A história dos três porquinhos A libélula e a tartaruga A menina, a gaiola e a bicicleta A menina e o pássaro encantado A operação de Lili A pipa e a flor A volta do pássaro encantado Como nasceu a alegria Estórias de bichos O patinho que não aprendeu a voar Os morangos O Velho que Acordou Menino O amor que acende a lua |